# Asteriscus smithii
Asteriscus smithii là một loài thực vật có hoa trong họ Cúc. Loài này được (Webb) Walp. mô tả khoa học đầu tiên năm 1852.